# Rhinoptera
Rhinoptera, rod riba hrskavičnjača, jedina u porodici Rhinopteridae dio je reda Myliobatiformes.
Na popisu je 7 vrsta raširenih po svim oceanima. 

## Rasprostranjenost
Cirkumglobalno u tropskim i toplim umjerenim morima. Stanište: bentopelagijsko na epikontinentalnim pojasima i u blizini pučinskih otoka, kao i u zaljevima i estuarijima.

## Morfologija
Srednje do velike raže (odrasla jedinka 90 cm do 1,7 m); glava je izražena i uska, strši prema naprijed daleko iznad razine očiju; trup širok, udubljen i debeo; oči i spirakle postavljene bočno na glavi; usta smještena ventralno i široka gotovo kao i glava, s pločastim zubima obično u 7 (rijetko 5 ili 6) ili više redova u svakoj čeljusti; prsne peraje polaze ispod spirala; rep končasti distalno i bez repne peraje, normalno duži od diska (iako duljina neoštećenog repa varira među vrstama); mala leđna peraja praćena jednom ili više kratkih nazubljenih bodlji smještenih blizu baze repa; koža glatka ili fino zrnasta, bez bodlji i proširenih zubaca; vrste iz ove porodice toliko su morfološki slične da je teško razlikovati jednu od druge.

## Ishrana
Oportunističko ono koje mogu koristiti usisavanjem da progutaju mali plijen ili zgnječe tvrdokorne školjkaše koristeći svoje jake zubne ploče.

## Razmnožavanje
Viviparno, ali bez placentarne veze između majke i mladih; većina vrsta proizvede jedno mlado po trudnoći.

## Primjena
Često se pojavljuju u velikim skupinama te se često love,  pojavljuju se neredovito na ribarnici. Uhvaćeni su kao usputni ulov mrežama u tropskom ribolovu, a u nekim se područjima koriste za prehranu ljudi. Dobro preživljavaju u zatočeništvu i smatraju se cijenjenim eksponatima u mnogim velikim akvarijima i oceanarijama.

## Vrste
1. Rhinoptera bonasus (Mitchill, 1815)
2. Rhinoptera brasiliensis Müller, 1836
3. Rhinoptera javanica Müller & Henle, 1841
4. Rhinoptera jayakari Boulenger, 1895
5. Rhinoptera marginata (Geoffroy Saint-Hilaire, 1817)
6. Rhinoptera neglecta Ogilby, 1912
7. Rhinoptera steindachneri Evermann & Jenkins, 1891